# فرضية التنقل بين الأبعاد

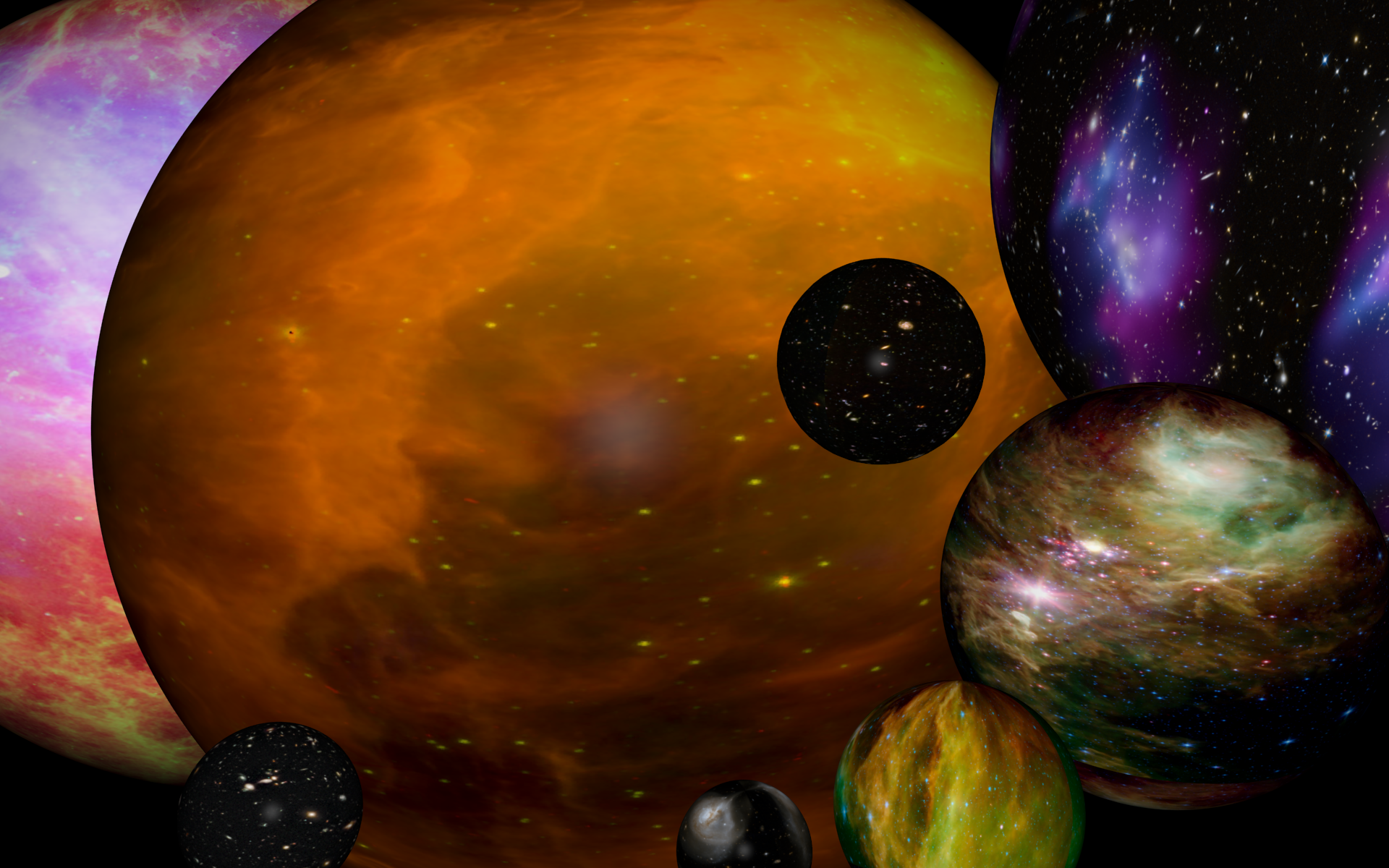

فرضية التنقل بين الأبعاد، هي فكرة قدمها علماء الأجسام الطائرة المجهولة مثل جاك فاليه التي تقول إن الأجسام الطائرة المجهولة (يو إف أو) والأحداث ذات الصلة بها تتضمن زيارات من «وقائع» أو «أبعاد» أخرى توجد بصورة منفصلة إلى جانب واقعنا أو بعدنا. ليس بالضرورة أن تكون بديلاً عن فرضية من خارج الأرض (إي تي إيتش) إذ إن الفرضيتين لا تستبعد إحداهما الأخرى لذا يمكن أن تكون كلتاهما صحيحة في وقت واحد. ترى آي دي إيتش أيضًا أن الأجسام الطائرة المجهولة هي ظهور حديث لظاهرة حدثت عبر التاريخ البشري المسجل، والتي نُسبت في العصور السابقة إلى مخلوقات أسطورية أو خارقة.
على الرغم من أن إي تي إيتش ظلت التفسير السائد للأجسام الطائرة المجهولة من قبل علماء الأجسام الطائرة المجهولة، فقد تخلى عنها بعض علماء الأجسام الطائرة المجهولة لصالح آي دي إيتش. كتب الباحث في الخوارق براد ستايجر: «نحن نتعامل مع ظاهرة خارقة للفيزياء متعددة الأبعاد تكون محلية إلى حد كبير لكوكب الأرض». يدافع علماء الأجسام الطائرة المجهولة الآخرون، مثل جون أنكيربيرغ وجون ويلدون، عن آي دي إيتش لأنها تناسب تفسير الأجسام الطائرة المجهولة كظاهرة روحانية. تعليقًا على التفاوت بين إي تي إيتش والروايات التي رواها الناس عن لقاءات الأجسام الطائرة المجهولة، كتب أنكيربيرغ وويلدون: «ببساطة، لا تتصرف الأجسام الطائرة المجهولة مثل الزوار من خارج الأرض». ربط جون كيل، في كتابه الأجسام الطائرة المجهولة: عملية حصان طروادة، الأجسام الطائرة المجهولة بمفاهيم فلكلورية أو خارقة مثل الأشباح وشخصيات الديمون.
ازداد تطوير آي دي إيتش كبديل لـ إي تي إيتش في السبعينيات والثمانينيات من القرن العشرين مع نشر كتب من قبل فاليه وجوزيف ألين هاينك. في عام 1975، دافع فالي وهاينك عن الفرضية في كتاب حافة الواقع: تقرير مرحلي عن الأجسام الطائرة المجهولة وتابع فاليه الدفاع في كتاب في عام 1979 رسل الخداع: الاتصالات مع الأجسام الطائرة المجهولة والطوائف المؤمنة بها.
قبل بعض أنصار وجود الأجسام الطائرة المجهولة آي دي إيتش لأن المسافة بين النجوم تجعل السفر بين النجوم غير عملي باستخدام الوسائل التقليدية، ولم يثبت أحد فرضية إمكانية السفر باستخدام الجاذبية المضادة أو بسرعة أسرع من الضوء التي يمكن أن تفسر وصول آلات من خارج الأرض. مع آي دي إيتش، ليس من الضروري شرح أي طريقة دفع للمركبات لأن آي دي إيتش ترى أن الأجسام الطائرة المجهولة ليست مركبة فضائية، بل أجهزة تنتقل بين الوقائع المختلفة.
إحدى ميزات آي دي إيتش التي قدمها هيلاري إيفانز هي قدرتها على تفسير القدرة الواضحة للأجسام الطائرة المجهولة على الظهور والاختفاء عن الأنظار والرادار، هذا مفسر في النظرية بأن الجسم الغريب يدخل بعدنا ثم يخرج منه بـ («التجسد» و«التلاشي»). علاوةً على ذلك، يجادل إيفانز بأنه إذا كان البعد الآخر أكثر تقدمًا قليلاً من بُعدنا، أو أنه كان مستقبلنا، فسيفسر هذا ميل الأجسام الطائرة المجهولة إلى تمثيل تقنيات مستقبلية قريبة (المناطيد في عقد 1890 والصواريخ والسفر الأسرع من الصوت في أربعينيات القرن العشرين والعديد من الأمثلة الأخرى).